# 黑頭微眉䲁
黑頭微眉䲁，為輻鰭魚綱鳚形目䲁科微眉䲁屬的一種，分布於地中海海域，深度0至6公尺，體長可達4.3公分，棲息在沿岸淺水域，以藻類及小型無脊椎動物為食，雌魚產附著性卵，雄魚有護卵行為，生活習性不明。